# Benno Schmoldt
Benno Schmoldt (* 10. Dezember 1920 in Berlin; † 6. September 2006 ebenda) war ein deutscher Pädagoge, Oberschulrat und Professor für Erziehungswissenschaften in Berlin.

## Leben und Wirken

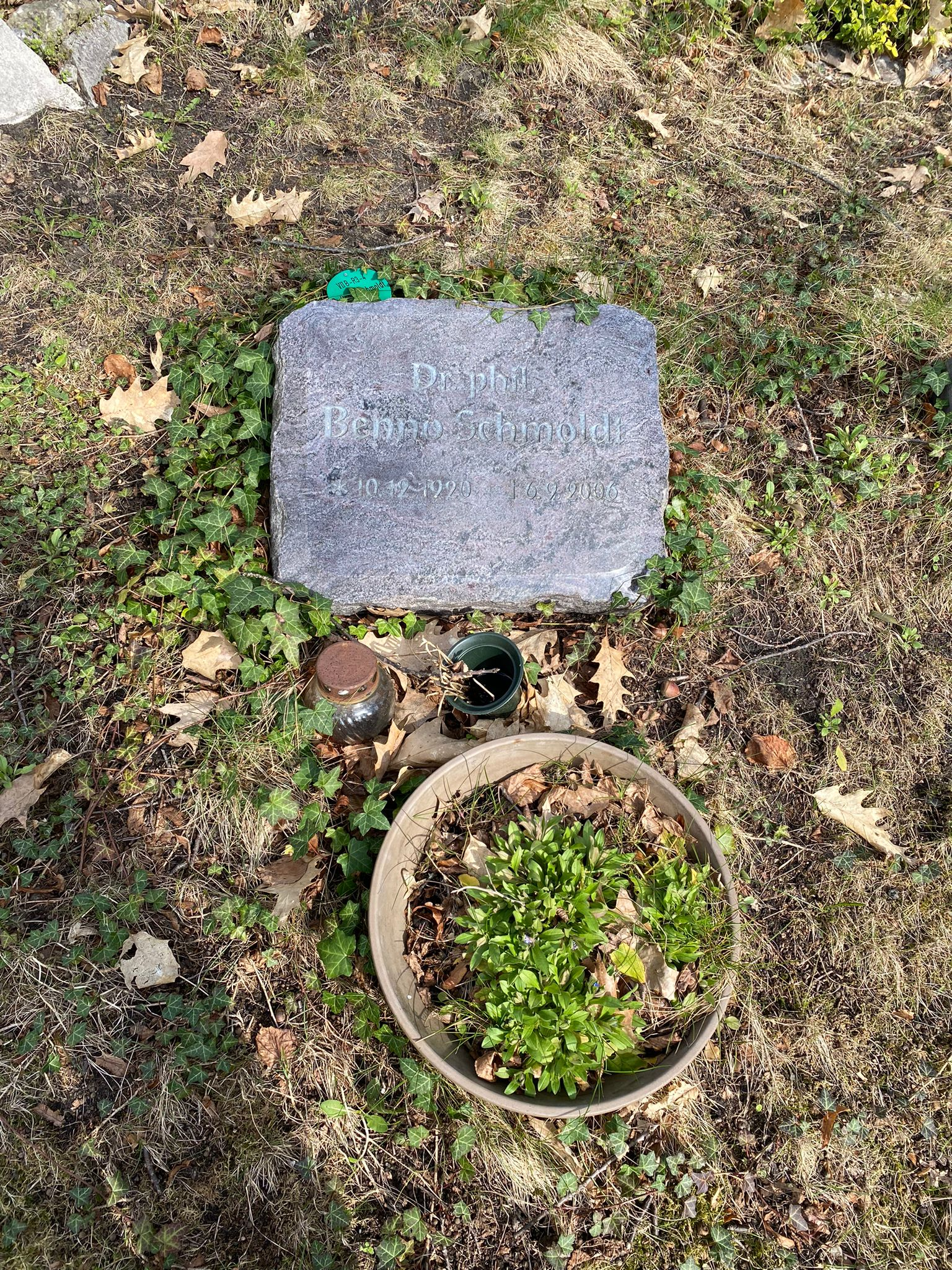
Grabstätte auf dem Friedhof Lichterfelde

Benno Schmoldt besuchte von 1930 bis 1938 das staatliche Luisengymnasium in Berlin-Moabit und legte das Abitur im März 1938 ab. Danach meldete er sich im Reichsarbeitsdienst. Von 1939 bis 1944 war er Soldat, zuletzt als Leutnant der Reserve bei der deutschen Wehrmacht und von 1944 bis 1946 in US-amerikanischer Kriegsgefangenschaft.
1947 begann Schmoldt ein Studium an der Universität Hamburg, gleichzeitig war er von 1947 bis 1951 Mitarbeiter im Presse- und Rundfunkreferat des Büros Kurt Schumacher in Hannover. Von 1948 bis 1951 setzte er sein Studium an der Universität Heidelberg fort und schloss mit der I. Staatsprüfung für das Lehramt an Höheren Schulen (Fächer Deutsch, Geschichte und Erdkunde) ab. Von 1952 bis 1954 war er Wissenschaftlicher Assistent für Deutsche Philologie an der Universität Heidelberg, wo er 1953 promovierte (Dissertation: Die Termini der Abstrakta im Wortschatz Meister Eckharts). 1955 legte er die Zweite Staatsprüfung ab.
Danach arbeitete er praktisch als Schulleiter, dann als Leiter des Studienseminars Berlin-Reinickendorf und schließlich als Oberschulrat beim Senator für Schulwesen Berlin, Fachaufsicht für die Fächer Deutsch, Geschichte und Sozialkunde an Gymnasien. Daneben hatte er 1966 – 1976 einen Lehrauftrag für Pädagogik an der Freien Universität Berlin. 1969 – 1976 war er Referent für Lehrerbildung beim Senator für Schulwesen Berlin. 
Von 1966 bis zu seiner Berufung war Benno Schmoldt bereits nebenberuflich Lehrbeauftragter an der PH Berlin. Dort wurde er 1976 Professor für Erziehungswissenschaft in Berlin-Lankwitz. Benno Schmoldt, dem humanistischen Gedankengut verpflichtet, zeigte sich als Lehrender und Prüfer gegenüber seinen Studentinnen und Studenten stets auch als Helfender und beratender Begleiter. Nach Auflösung der Berliner Pädagogischen Hochschule lehrte Professor Dr. Benno Schmoldt ab 1980 an der Freien Universität Berlin bis zu seiner Emeritierung im Jahr 1989.
Seine letzte Ruhestätte fand Benno Schmoldt auf dem Friedhof Lichterfelde (VII B-R3-4).

## Schriften
- Die deutsche Begriffssprache Meister Eckharts . Studien zur philosophischen Terminologie des Mittelhochdeutschen. Quelle & Meyer . Heidelberg 1954
- Zur Theorie und Praxis des Gymnasialunterrichts (1900-1930). Weinheim 1980
- Aspekte zur Lehrplanentwicklung der Berliner Schule 1951-1968. Berlin 1983
- Zur Geschichte des Gymnasiums. Ein Überblick. Grundwissen und Probleme zur Geschichte und Systematik des deutschen Gymnasiums in Vergangenheit und Gegenwart. Baltmannsweiler 1989
- Das Schulwesen in Berlin seit 1945. Eine Auswahl von Beiträgen von der Grundschule bis zur Gesamtschule. Verlag Jörg Schmengler Berlin 1990
- Das Schulwesen in Berlin seit 1945. Schmengler Verlag Berlin. 2. Auflage, 1991.
- Von der Volksschule zur Sekundarstufe I – Grundlagen der Schulpädagogik Band 10. Schneider Verlag Hohengehren 1994
- Theater in Berlin: Erfahrungen und Erlebnisse – ganz privat. Verlag Dr. Kovac, Hamburg 1995
- (mit Heiner Bruchwitz): Apollons Vermächtnis – Das Theater in Berlin / Erinnerungen eines Berliners. Band 2: Das Musiktheater. Ludwigsfelder Verlagshaus 2004